# Saint-Esteben
Saint-Esteben (Baskisch: Donoztiri) is een gemeente in het Franse departement Pyrénées-Atlantiques (regio Nouvelle-Aquitaine) en telt 359 inwoners (1999). De plaats maakt deel uit van het arrondissement Bayonne.

## Geografie
De oppervlakte van Saint-Esteben bedraagt 13,5 km², de bevolkingsdichtheid is 26,6 inwoners per km².
De onderstaande kaart toont de ligging van Saint-Esteben met de belangrijkste infrastructuur en aangrenzende gemeenten.

## Demografie
Onderstaande figuur toont het verloop van het inwonertal (bron: INSEE-tellingen).